# Kia Niro II
La Kia Niro II est un crossover hybride (hybride essence, rechargeable ou non) ou électrique produit par le constructeur automobile coréen Kia Motors.
Elle est la seconde génération de Kia Niro et remplace la première génération.

## Présentation
La seconde génération de Kia Niro est dévoilée en images le 25 novembre 2021 au salon de l'automobile de Séoul. La Niro II est lancée en Corée en janvier 2022 et en Europe en avril de la même année, pour une arrivée en concessions en juin et juillet 2022 pour les versions électriques,.
Le design de cette seconde génération évolue profondément par rapport à la première Kia Niro.

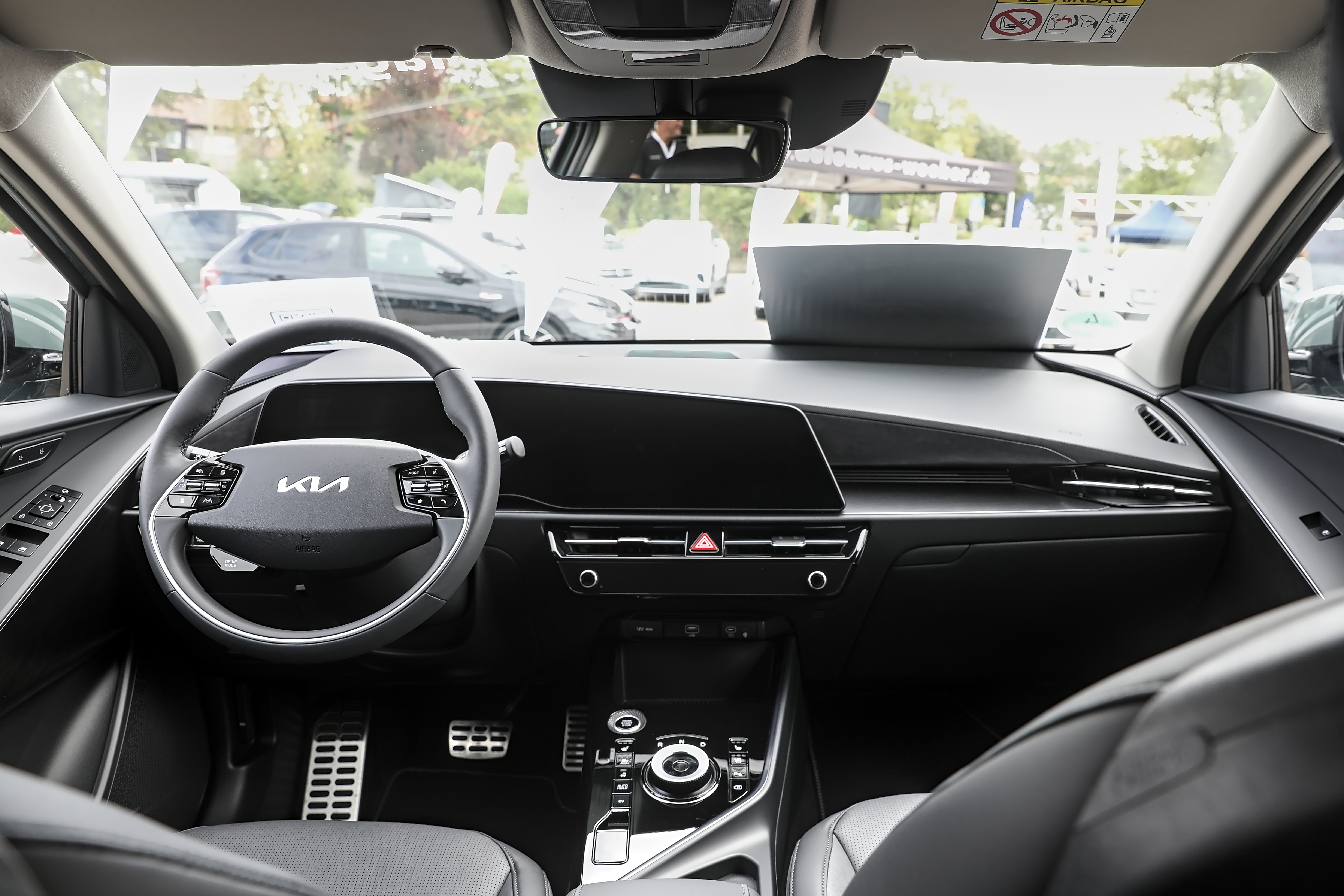
Intérieur de la Kia Niro II.

La planche de bord est inspirée des EV6 et Sportage, avec deux écrans de 10,25 pouces chacun.
La Niro est l'une des sept finalistes pour le concours du Trophée européen de la voiture de l'année 2023.

### Kia Niro EV
La version électrique de la Niro, baptisée Niro EV, est reconduite. Elle a une autonomie homologuée à 463 km selon le cycle WLTP, contre 455 km pour sa devancière. Elle est commercialisée après les versions hybrides de la Niro.

## Caractéristiques techniques
La seconde génération de la Kia Niro est, comme sa devancière, disponible en hybride (141 ch), hybride rechargeable (183 ch) ou électrique (204 ch et 463 km d'autonomie selon le cycle WLTP).
Les émissions de CO2 de la version hybride sont en baisse d'environ 10 % par rapport à celles de sa devancière.

### Motorisations
| Logo de Kia                        | Kia Niro                                                          | Kia Niro                                                          |
| Logo de Kia                        | Hybride essence                                                   | Hybride essence rechargeable                                      |
| ---------------------------------- | ----------------------------------------------------------------- | ----------------------------------------------------------------- |
| Moteur                             | 4-cylindres 1.6 GDi + électrique synchrone à aimant permanent     | 4-cylindres 1.6 GDi + électrique synchrone à aimant permanent     |
| Cylindrée (cm3)                    | 1580                                                              | 1580                                                              |
| Puissance maximale (ch) [kW]       | cumulée : 141 [104] thermique : 105 [77,2] électrique : 43,5 [32] | cumulée : 183 [134] thermique : 105 [77,2] électrique : 84,3 [62] |
| Couple maximal (N m)               | combiné : 265 thermique : 147 électrique : 170                    | combiné : 265 thermique : 147 électrique : 203                    |
| au régime de (tr/min)              | 4000                                                              | 4000                                                              |
| Boîte de vitesses                  | Double embrayage à 6 rapports                                     | Double embrayage à 6 rapports                                     |
| Transmission                       | Traction                                                          | Traction                                                          |
| Masse à vide (kg)                  | 1474                                                              | 1594                                                              |
| Consommation (L/100 km) WLTP       | 4,4                                                               | 0,8                                                               |
| Vitesse maximale (km/h)            | 165                                                               | 168                                                               |
| 0-100 km/h (s)                     | 10,4                                                              | 9,6                                                               |
| Capacité du réservoir (en ℓ)       | 42                                                                | 37                                                                |
| Émissions de CO2 (en g/km)         | 100 - 105                                                         | 18 - 21                                                           |
| Batterie                           |                                                                   |                                                                   |
| Type de batterie                   | Lithium Ion Polymère                                              | Lithium Ion Polymère                                              |
| Poids (kg)                         | 34                                                                | 111                                                               |
| Capacité de la batterie (kWh / Ah) | 1,32 / 5,5                                                        | 11,1 / 30,8                                                       |
| Autonomie (km) - cycle WLTP        | -                                                                 |                                                                   |
| Temps de recharge                  |                                                                   |                                                                   |
| Sur une prise domestique (32 A)    | -                                                                 | 2 h 55 min                                                        |

Niro EV
| Logo de Kia                        | Kia Niro                                      | Kia Niro |
| Logo de Kia                        | EV                                            |          |
| ---------------------------------- | --------------------------------------------- | -------- |
| Puissance moteur (kW)              | 150                                           |          |
| Puissance maximale (ch)            | 204                                           |          |
| Couple maximal (N m)               | 255                                           |          |
| Vitesse maximale (km/h)            | 167                                           |          |
| 0-100 km/h (s)                     | 7,8                                           |          |
| Boîte de vitesses                  | Automatique à 1 rapport (réducteur mécanique) |          |
| Transmission                       | Traction                                      |          |
| Masse à vide (kg)                  | 1757 / 1814                                   |          |
| Batterie                           |                                               |          |
| Type de batterie                   | Lithium Ion Polymère                          |          |
| Poids (kg)                         | 443                                           |          |
| Capacité de la batterie (kWh / Ah) | 64,8 / 180,9                                  |          |
| Autonomie (km) - cycle WLTP        | 460                                           |          |
| Temps de recharge                  |                                               |          |
| Sur une prise domestique           | 27 h 30 min                                   |          |
| Sur une Wallbox 11 kW              | 6 h 20 min                                    |          |
| Sur une borne 50 kW (DC)           | 1 h 5 min                                     |          |
| Sur une borne 150 kW (DC)          | 43 min                                        |          |

## Finitions
Niveaux de finitions disponibles sur le Kia Niro II à son lancement en France :
- Motion ;
- Active ;
- Premium.

## Concept car

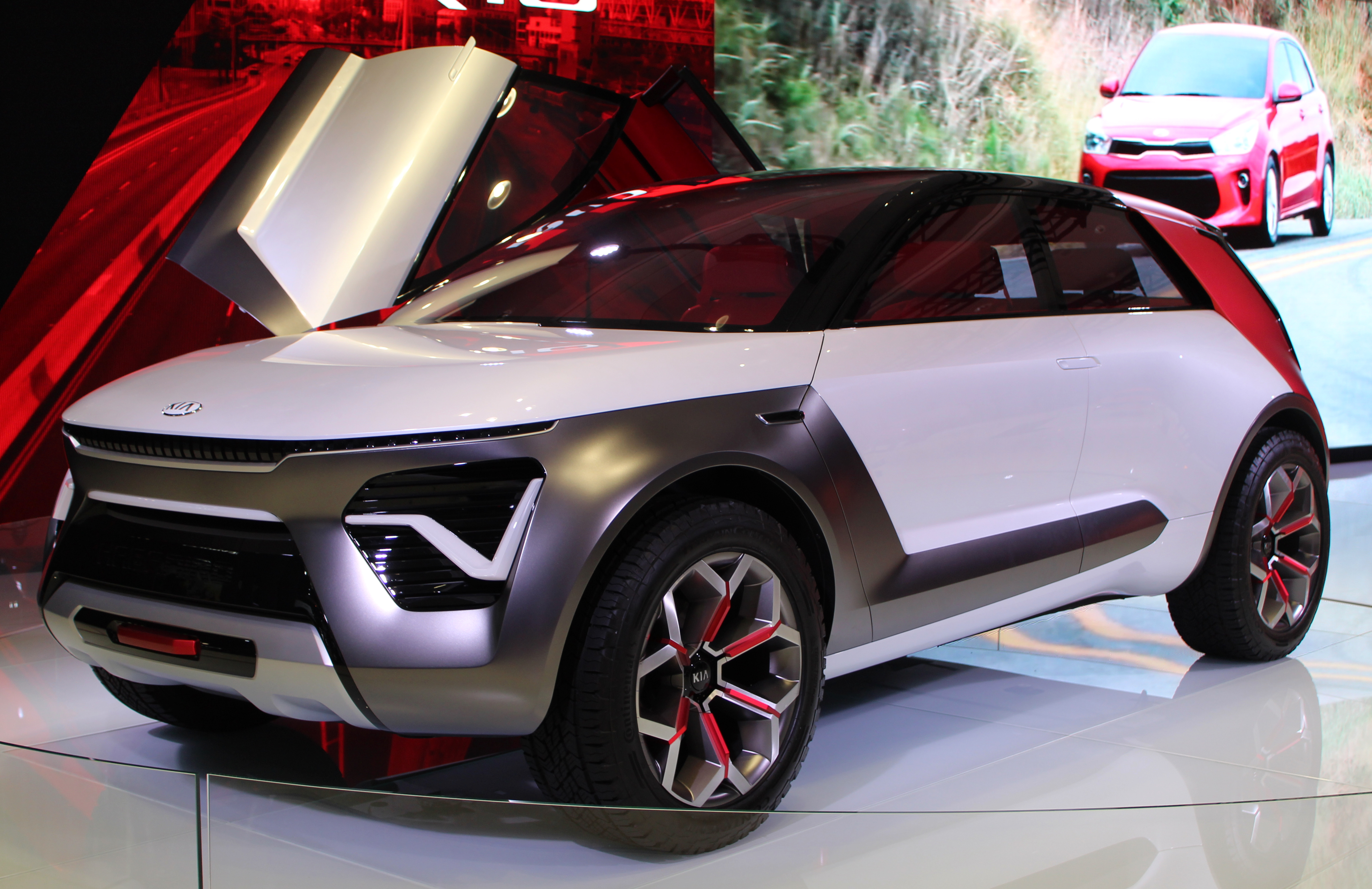
Kia Habaniro Concept

La Kia Niro II est préfigurée par le concept car Kia Habaniro présenté en avril 2019 au Salon de l'automobile de New York.